# Autonome Hani en Yi Prefectuur Honghe
Honghe is een autonome stadsprefectuur in het zuidoosten van de zuidwestelijke Chinese provincie Yunnan.

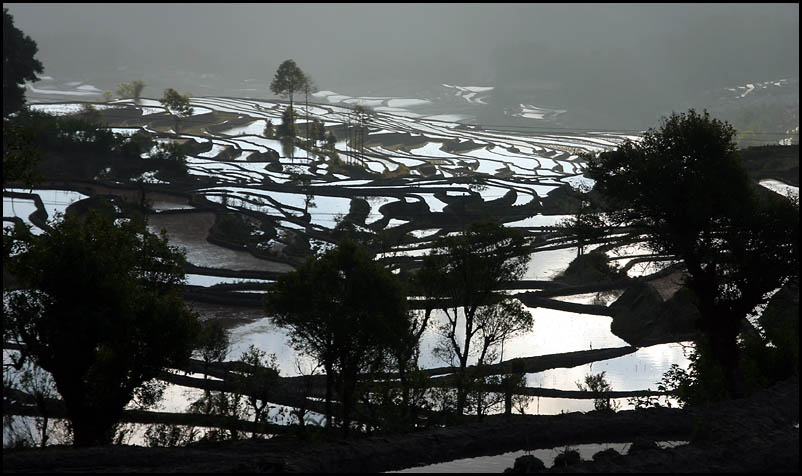
Rijstterrassen van Yuanyang

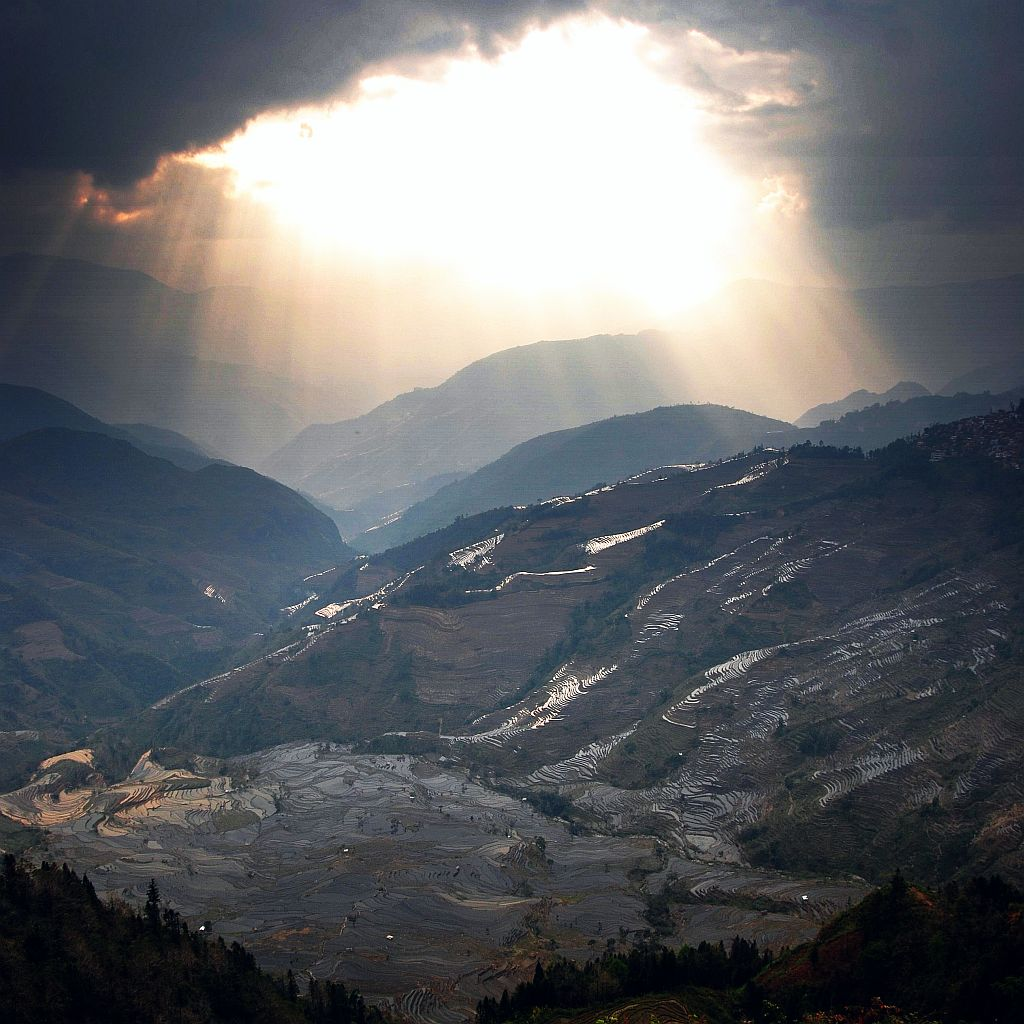
Rijstterrassen van Yuanyang

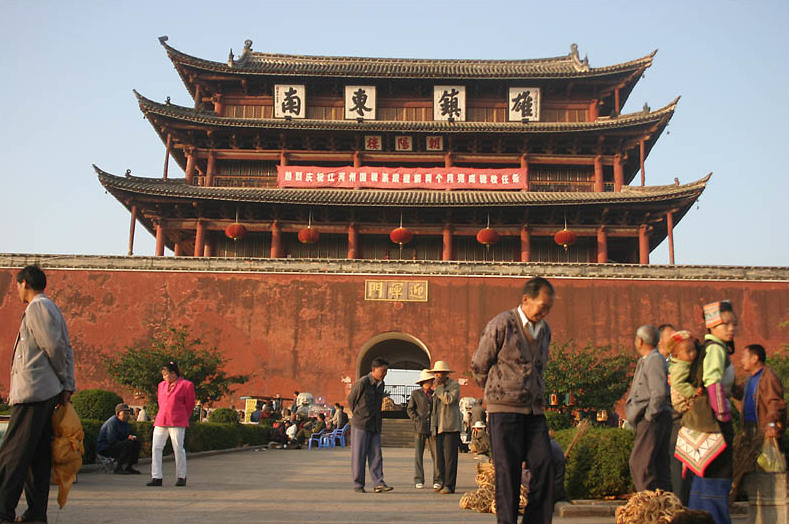
Stadspoort van Jianshui

Hier volgt een lijst met het aantal van de Officiële etnische groepen van de Volksrepubliek China in deze autonome prefectuur:
| Nationaliteit                 | Aantal    | Percentage |
| ----------------------------- | --------- | ---------- |
| Han-Chinezen                  | 1.830.245 | 44,31%     |
| Yi                            | 973.732   | 23,57%     |
| Hani                          | 685.727   | 16,6%      |
| Miao                          | 274.147   | 6,64%      |
| Zhuang                        | 99.132    | 2,4%       |
| Dai                           | 98.164    | 2,38%      |
| Yao                           | 76.947    | 1,86%      |
| Hui                           | 68.033    | 1,65%      |
| Lahu                          | 9.900     | 0,24%      |
| Bai                           | 4.161     | 0,1%       |
| Buyi                          | 3.736     | 0,09%      |
| Mongolen                      | 1.214     | 0,03%      |
| Tu                            | 835       | 0,02%      |
| Etnische achtergrond onbekend | 828       | 0,02%      |
| Overige                       | 3.662     | 0,09%      |